# Wellman-Gletscher
Der Wellman-Gletscher ist ein Gletscher an der Danco-Küste des Grahamlands im Norden der Antarktischen Halbinsel. Er mündet in den nordöstlichen Teil der Recess Cove, einer Nebenbucht der Charlotte Bay.
Teilnehmer der Belgica-Expedition (1897–1899) unter der Leitung des belgischen Polarforschers Adrien de Gerlache de Gomery kartierten ihn. Das UK Antarctic Place-Names Committee benannte ihn 1960 nach dem US-amerikanischen Luftfahrtpionier Walter Wellman (1858–1934), der 1907 und 1909 erfolglos versucht hatte, den geographischen Nordpol mit einem halbstarren Luftschiff zu erreichen.